# Bournand
Bournand és un municipi francès situat al departament de la Viena i a la regió de la Nova Aquitània. L'any 2007 tenia 647 habitants.

## Demografia

### Població
El 2007 la població de fet de Bournand era de 647 persones. Hi havia 266 famílies de les quals 79 eren unipersonals (49 homes vivint sols i 30 dones vivint soles), 103 parelles sense fills, 80 parelles amb fills i 4 famílies monoparentals amb fills.
La població ha evolucionat segons el següent gràfic:
Habitants censats

### Habitatges
El 2007 hi havia 331 habitatges, 280 eren l'habitatge principal de la família, 28 eren segones residències i 23 estaven desocupats. 306 eren cases i 20 eren apartaments. Dels 280 habitatges principals, 216 estaven ocupats pels seus propietaris, 56 estaven llogats i ocupats pels llogaters i 8 estaven cedits a títol gratuït; 5 tenien una cambra, 14 en tenien dues, 41 en tenien tres, 80 en tenien quatre i 141 en tenien cinc o més. 200 habitatges disposaven pel capbaix d'una plaça de pàrquing. A 134 habitatges hi havia un automòbil i a 125 n'hi havia dos o més.

### Piràmide de població
La piràmide de població per edats i sexe el 2009 era:
| Homes | Edats   | Dones |
| ----- | ------- | ----- |
| 0     | 95 o +  | 0     |
| 4     | 90 a 94 | 0     |
| 8     | 85 a 89 | 12    |
| 4     | 80 a 84 | 8     |
| 16    | 75 a 79 | 28    |
| 12    | 70 a 74 | 20    |
| 8     | 65 a 69 | 28    |
| 8     | 60 a 64 | 20    |
| 20    | 55 a 59 | 12    |
| 20    | 50 a 54 | 16    |
| 16    | 45 a 49 | 16    |
| 24    | 40 a 44 | 8     |
| 28    | 35 a 39 | 16    |
| 20    | 30 a 34 | 24    |
| 20    | 25 a 29 | 16    |
| 20    | 20 a 24 | 8     |
| 16    | 15 a 19 | 12    |
| 28    | 10 a 14 | 12    |
| 8     | 5 a 9   | 28    |
| 24    | 0 a 4   | 16    |

## Economia
El 2007 la població en edat de treballar era de 413 persones, 304 eren actives i 109 eren inactives. De les 304 persones actives 262 estaven ocupades (159 homes i 103 dones) i 42 estaven aturades (15 homes i 27 dones). De les 109 persones inactives 56 estaven jubilades, 26 estaven estudiant i 27 estaven classificades com a «altres inactius».

### Ingressos
El 2009 a Bournand hi havia 295 unitats fiscals que integraven 706 persones, la mediana anual d'ingressos fiscals per persona era de 14.880 €.

### Activitats econòmiques
Dels 18 establiments que hi havia el 2007, 2 eren d'empreses alimentàries, 1 d'una empresa de fabricació d'altres productes industrials, 4 d'empreses de construcció, 4 d'empreses de comerç i reparació d'automòbils, 2 d'empreses d'hostatgeria i restauració, 1 d'una empresa de serveis, 2 d'entitats de l'administració pública i 2 d'empreses classificades com a «altres activitats de serveis».
Dels 8 establiments de servei als particulars que hi havia el 2009, 1 era un taller de reparació d'automòbils i de material agrícola, 1 paleta, 3 lampisteries, 2 perruqueries i 1 restaurant.
Dels 4 establiments comercials que hi havia el 2009, 1 era una botiga de menys de 120 m², 1 una fleca i 2 carnisseries.
L'any 2000 a Bournand hi havia 33 explotacions agrícoles que ocupaven un total de 1.365 hectàrees.

## Equipaments sanitaris i escolars
El 2009 hi havia una escola elemental integrada dins d'un grup escolar amb les comunes properes formant una escola dispersa.

## Poblacions més properes
El següent diagrama mostra les poblacions més properes.